# 聖巴納德 (喬治亞州)
聖巴納德（英語：San Barnard）是位於美國喬治亞州沃思縣的一個鬼鎮。由於此地已於19世紀中期被荒廢，本地已無人居住。

## 地理
聖巴納德的座標為31°34′53″N 83°51′35″W / 31.58139°N 83.85972°W，而該地的平均海拔高度為131米（即430英尺）。